# 赵圈河镇
赵圈河镇，是中华人民共和国辽宁省盘锦市大洼区下辖的一个乡镇级行政单位。

## 行政区划
赵圈河镇下辖以下地区：
园林村、兴胜村、兰石鳌村、圈河村和红塔村。